# Кшондка (метеорит)
Кшондка (Krządka, Krzadka) — залізний метеорит, знайдений у липні 1929 року біля села Кшонтка в Польщі. До нашого часу метеорит не зберігся.
Метеорит знайшли випадково під час військових навчань поблизу села Кшондка в липні 1929 року. Юзеф Голомб, асистент кафедри геології Познанського університету, помітив шматок скам'янілого дерева серед зібраного солдатами польового каміння, яке мали використовувати для вправ із метання гранат. Підбадьорений цією знахідкою, він зробив розкопки у сусідній гравійній ямі. Там він знайшов камінь конічної форми з оплавленою темною корою та шорсткою поверхнею. Припускають, що метеорит Кшондка, ймовірно, впав під час найдавнішого зледеніння, яке на польських землях сягало аж до Карпат.
Метеорит потрапив до Познані. Він був класифікований як крупнозернистий октаедрит, але результати досліджень на той час ніде не були опубліковані. Під час Другої світової війни будівля кафедри геології та палеонтології Познанського університету, де зберігався метеорит, була зруйнована в результаті авіанальотів британських ВПС. Частину колекції метеоритів німці викопали з-під уламків, але метеорит Кшондка був втрачений.